# Kovács István (labdarúgó, 1915)
Kovács István, Lutyi, (Komárom, 1915. november 27. – Győr, 2003. január 22.) labdarúgó, csatár.

## Pályafutása
Szülővárosában kezdte a labdarúgást és már tizenöt évesen a felnőtt csapatban szerepelt. 1938-ban igazolt Győrbe és lett élvonalbeli labdarúgó. 1949-ig a csapat meghatározó játékosa volt. Gólerős játékának köszönhetően a válogatott keretbe is meghívták. 1949-ben sérülés miatt vonult vissza. Ugyanebben az évben alapító tagja volt az ETO teke-szakosztályának. 1960-as években a labdarúgócsapat intézőjeként tevékenykedett.